# Pietro Capuano
Pietro (Cápua, primeira metade do século XI – cerca de 1112) foi um cardeal bizantino da Igreja Católica.

## Biografia
Nada se sabe sobre sua vida, além de que foi criado cardeal pelo Papa Urbano II no Consistório de 1099, recebendo o título de cardeal-presbítero de São Marcelo.
Morreu em 1112, em local desconhecido.